# سوني كاي
سوني كاي (بالإنجليزية: Sonny Kay)‏ هو ملحن ومصمم جرافيك ومنتج أسطوانات أمريكي، ولد في 13 مارس 1972.

## وصلات خارجية
- الموقع الرسمي
- سوني كاي على موقع ميوزك برينز (الإنجليزية)
- سوني كاي على موقع أول ميوزيك (الإنجليزية)
- سوني كاي على موقع ديسكوغز (الإنجليزية)